# Indonesische Volleyballnationalmannschaft der Frauen
Die indonesische Volleyballnationalmannschaft der Frauen ist eine Auswahl der besten indonesischen Spieler, die die National Volleyball Federation of Indonesia bei internationalen Turnieren und Länderspielen repräsentiert.

## Geschichte

### Weltmeisterschaften
Bei der bislang einzigen Teilnahme an einer Volleyball-Weltmeisterschaft belegte Indonesien 1982 den 21. Platz.

### Olympische Spiele
Indonesien konnte sich bisher nicht für Olympische Spiele qualifizieren.

### Asienmeisterschaften
Bei der Volleyball-Asienmeisterschaft 1979 wurden die indonesischen Frauen Fünfter. Es folgten zwei sechste und zwei neunte Plätze. 1993 erreichten die Indonesierinnen den achten Rang. 2007 waren sie wieder Neunter.

### World Cup
Am World Cup war Indonesien bisher nicht beteiligt.

### World Grand Prix
Der World Grand Prix fand bisher ohne indonesische Beteiligung statt.